# Claude Faraggi
Claude Faraggi, né le 28 mai 1942 à Clermont-Ferrand et mort le 14 décembre 1991 à Paris 5e,, est un écrivain français, lauréat du prix Femina en 1975,.

## Biographie
Le père de Claude Faraggi est ingénieur aux usines Michelin avant de venir s'installer la région parisienne à Saint-Cloud. Après des études au lycée Hoche de Saint-Cloud, il y enseigne la philosophie. Il publie son premier roman les Dieux de sable à vingt-trois ans, en 1965. Avec Le Maître d'heure il remporte le prix Femina en 1975, puis fait une courte carrière dans un collège privé comme professeur de philosophie.
Il devient, à la suite de son premier roman Les Dieux de sable, lecteur aux éditions Grasset et puis entre au comité de lecture des éditions Gallimard. En 1979, il abandonne la France pour un long périple méditerranéen avant de s'installer en Bretagne, dans une école désaffectée où il écrit Le Passage de l'ombre, publié en 1981. Il revient ensuite à Paris où Françoise Verny le fait intégrer les éditions Flammarion. Il meurt subitement à 49 ans, d'une crise cardiaque, laissant son dernier roman, Le Sourire des Parques, inachevé édité néanmoins par les soins de son éditeur en 1992.

## Œuvres
- 1965 : Les Dieux de sable, éditions Grasset
- 1967 : Le Fou du jour, éditions Grasset
- 1969 : L'Effroi, Mercure de France
- 1971 : Le Signe de la bête, Mercure de France – Prix Fénéon et prix Claire-Virenque de l’Académie française 1972
- 1974 : L'Eau et les Cendres, Mercure de France
- 1975 : Le Maître d'heure, Mercure de France (rééd. coll. « Folio » no 990, 1977) – Prix Femina 1975
- 1978 : Les Feux et les Présages. I : Le Jeu du labyrinthe, éditions Flammarion
- 1981 : Le Passage de l'ombre, éditions Flammarion
- 1988 : La Saison des oracles, éditions Flammarion
- 1992 : Le Sourire des Parques, éditions Flammarion